# Ошакти (Келеський район)
Ошакти́ (каз. Ошақты) — село у складі Келеського району Туркестанської області Казахстану. Адміністративний центр Ошактинського сільського округу.
Населення — 3480 осіб (2021; 2238 у 2009, 1558 у 1999, 1189 у 1989).